# Các vùng văn hóa của Ấn Độ
Các vùng văn hóa của Ấn Độ là bảy vùng theo quy định của Bộ Văn hóa Ấn Độ nhằm mục đích bảo tồn và phát huy di sản văn hóa đa dạng theo địa lý của nước này. Việc phân chia này được Thủ tướng Ấn Độ, Rajiv Gandhi, công bố vào năm 1985 và bắt đầu chính thức hoạt động từ năm 1986-87.

## Các vùng
Mỗi vùng có một trung tâm vùng. Một vài bang vừa thuộc vùng này vừa thuộc vùng khác. Ngoài việc phát triển văn hóa trong vùng của mình, mỗi trung tâm vùng còn có chức năng thúc đẩy giao lưu văn hóa giữa các vùng.
| Vùng                      | Trung tâm vùng           | Các bang trong vùng |
| ------------------------- | ------------------------ | --- |
| Vùng văn hóa phía Bắc     | Patiala, Punjab          | Jammu và Kashmir, Himachal Pradesh, Punjab, Rajasthan, Haryana, Uttarakhand, UT Chandigarh                                                                              |
| Vùng văn hóa Bắc Trung bộ | Allahabad, Uttar Pradesh | Uttar Pradesh, Madhya Pradesh, Chhattisgarh, Rajasthan (cũng thuộc vùng Bắc), Haryana (cũng thuộc vùng Bắc), Bihar, Jharkhand, Delhi                                    |
| Vùng văn hóa Nam Trung bộ | Nagpur, Maharashtra      | Madhya Pradesh (cũng thuộc vùng Bắc Trung bộ), Chhattisgarh (cũng thuộc vùng Bắc Trung bộ), Maharashtra, Karnataka, Andhra Pradesh                                      |
| Vùng văn hóa phía Nam     | Thanjavur, Tamil Nadu    | Andhra Pradesh (cũng thuộc vùng Nam Trung Bộ), Karnataka (cũng thuộc vùng Nam Trung bộ), Kerala, Tamil Nadu, UT Pondicherry, Quần đảo Andaman & Nicobar, UT Lakshadweep |
| Vùng văn hóa phía Đông    | Kolkata, Tây Bengal      | Bihar, Jharkhand (cũng thuộc vùng Bắc Trung bộ), Tây Bengal, Orissa, Assam, Tripura, Manipur, Sikkim, Quần đảo Andaman & Nicobar (cũng thuộc vùng Nam)                  |
| Vùng văn hóa Đông Bắc     | Dimapur, Nagaland        | Assam (cũng thuộc vùng Đông), Tripura (cũng thuộc vùng Đông), Manipur (cũng thuộc vùng Đông), Arunachal Pradesh, Nagaland, Meghalaya                                    |
| Vùng văn hóa phía Tây     | Udaipur, Rajasthan       | Goa, Gujarat, Rajasthan (cũng thuộc vùng Bắc, Bắc Trung Bộ), Maharashtra (cũng thuộc vùng Nam Trung bộ), UT Daman & Diu, UT Dadra & Nagar Haveli                        |

Ghi chú: "UT" nghĩa là lãnh thổ liên bang.